# Rudolf Štafa

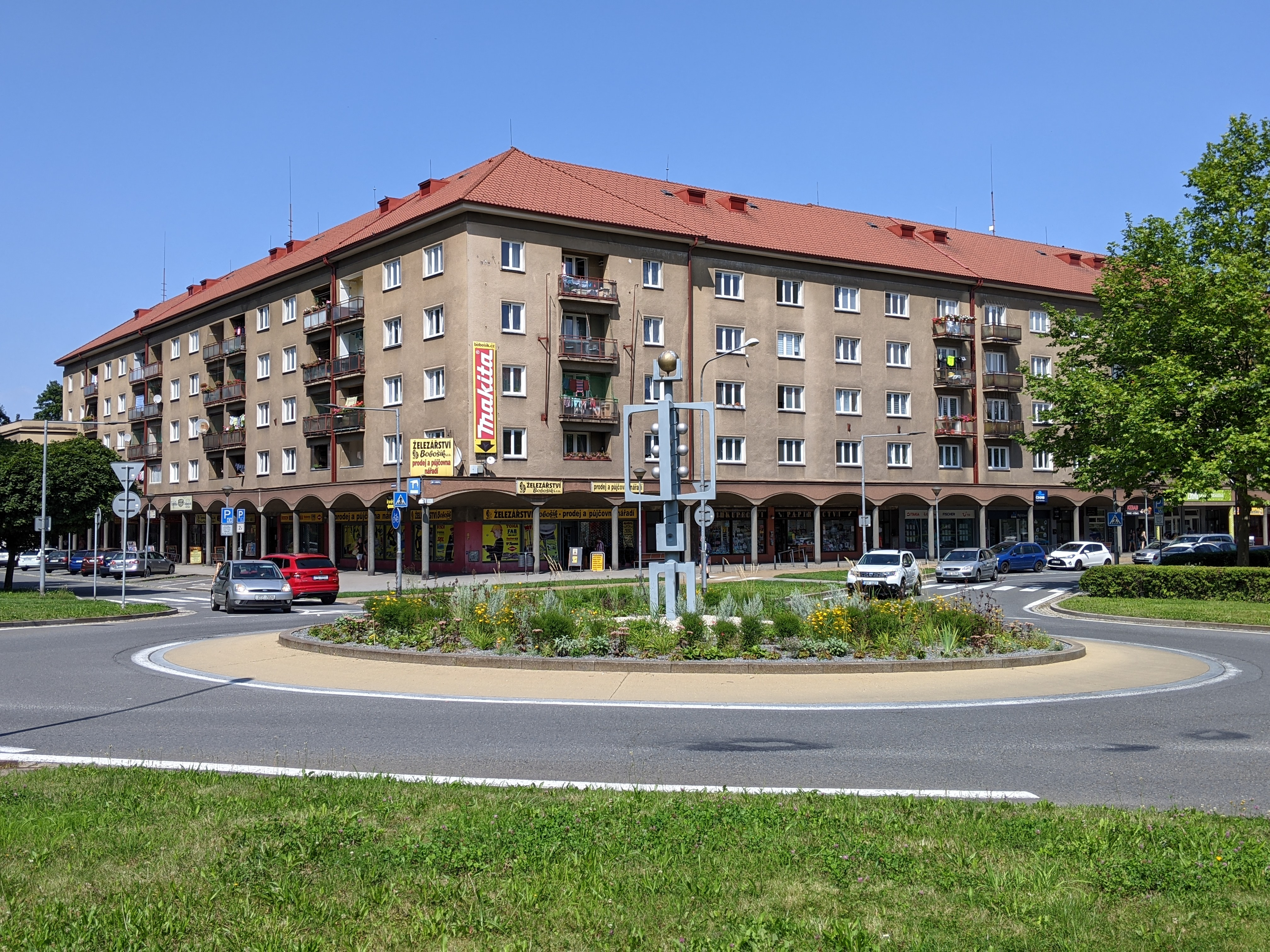
Totem svobody (Třinec-Lyžbice – náměstí T. G. Masaryka, 2021)

Rudolf Štafa (14. dubna 1925, Jesenec – 20. července 2014, Třinec) byl český malíř a sochař.

## Život
Rudol Štafa vystudoval Akademii výtvarných umění a Vysokou školu uměleckoprůmyslovou v Praze. V roce 1955 se přestěhoval do Třince.
V roce 2010 kandidoval za ODS v komunálních volbách v Třinci, zvolen do zastupitelstva obce nebyl.

## Dílo
Mezi významná díla Rudolfa Štafy patří plastiky v Třinci, např. Kosmické slunce a Vodní plastika v areálu ZŠ Slezská, plastika Mateřství v Třinci–Lyžbicích, figurální reliéf na budově kina Kosmos.

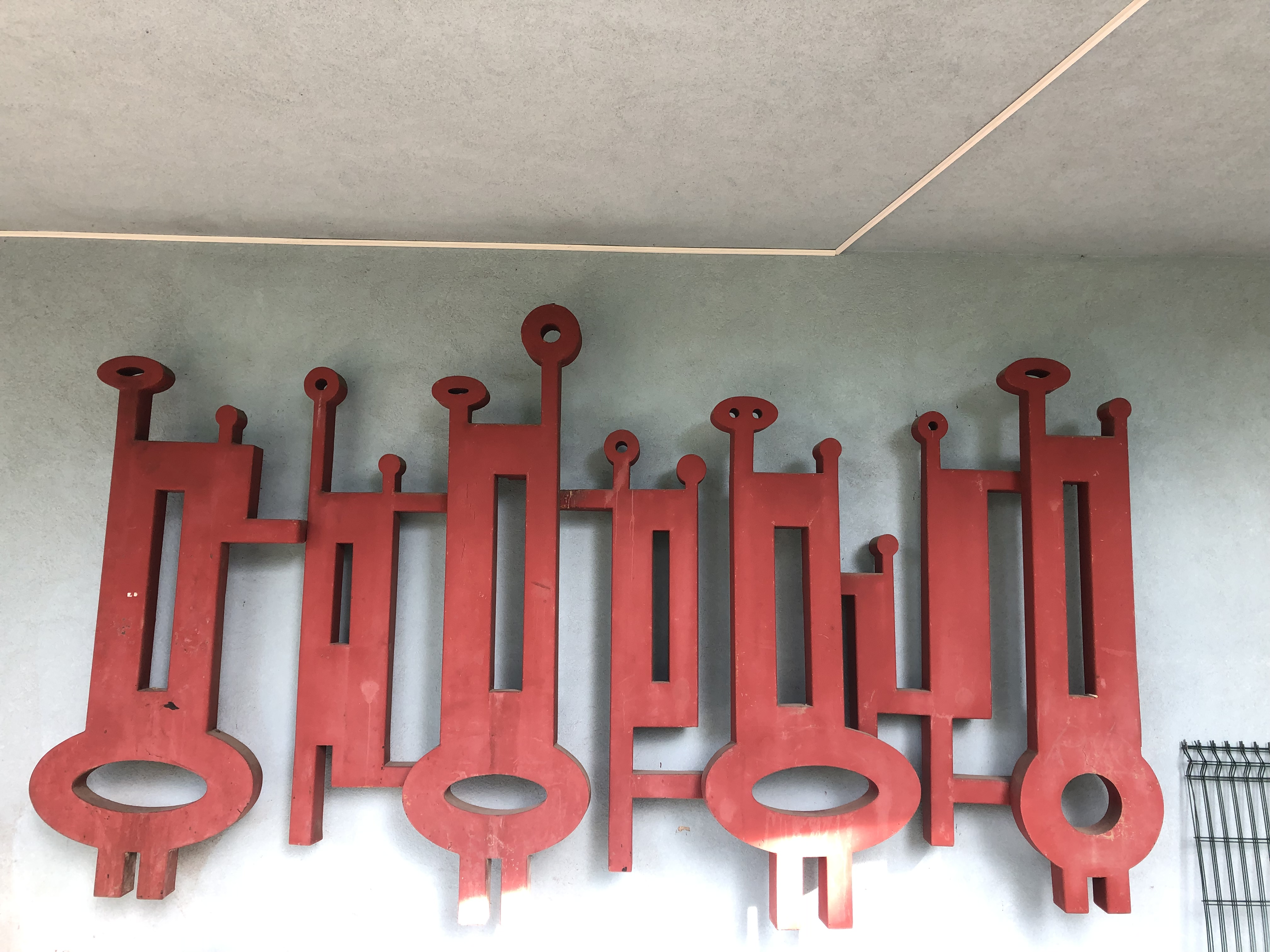
Figurální reliéf na budově kina Kosmos, od Rudolfa Štafy

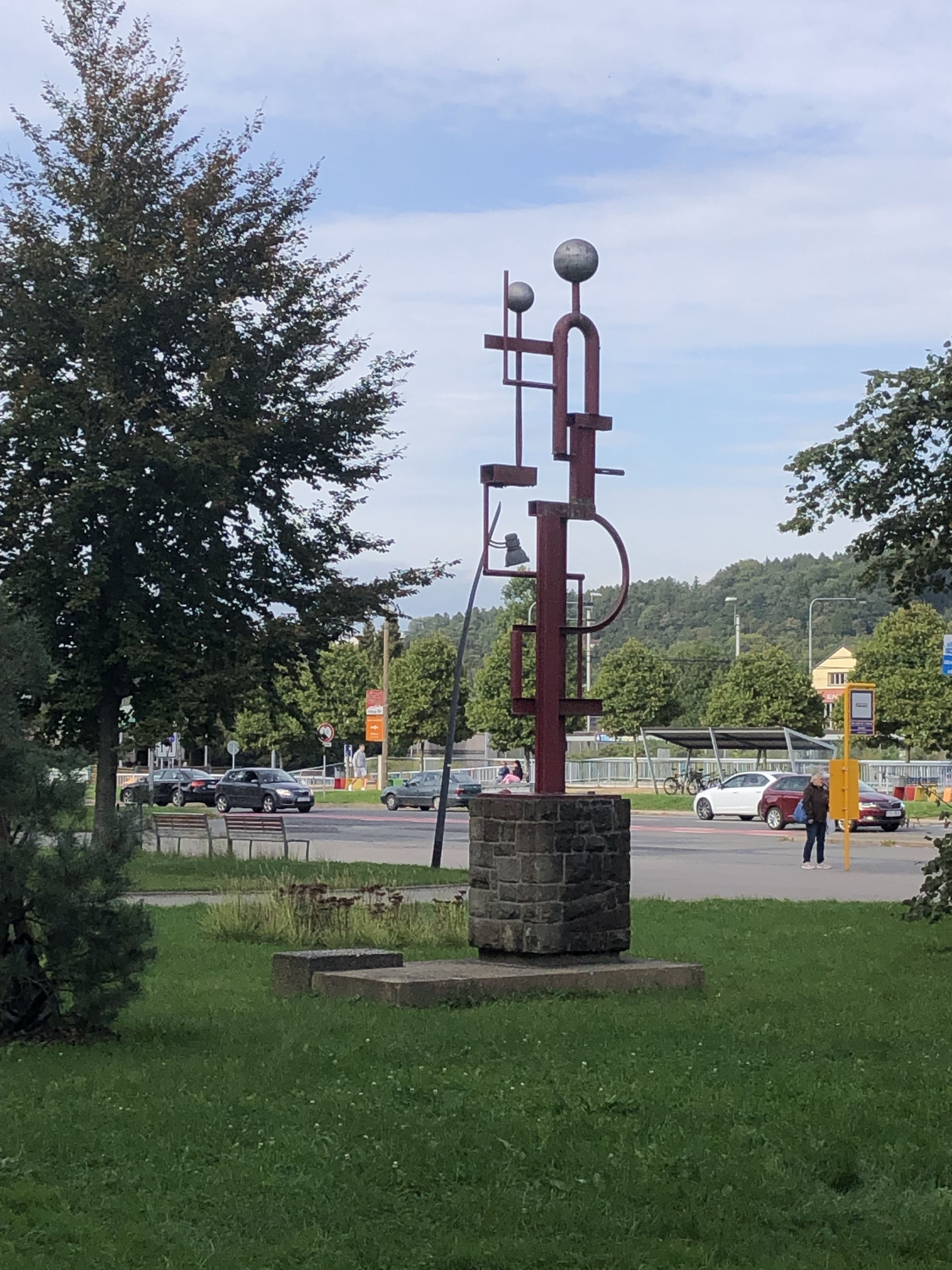
Socha na Jablunkovské ulici v Třinci od Rudolfa Štafy

### Výstavy (výběr)
- V roce 2022 uspořádala Galerie města Třince posmrtnou výstavu Plátkové zlato kladené mezi přivřená víčka.[3][4][5]